# SevKazEnergo
SevKazEnergo (russisch СевКазЭнерго) ist ein Energieversorger in Kasachstan mit Sitz in Petropawl. Es ist an der Kasachischen Börse gelistet, aber vollständig im Besitz der Central-Asian Electric Power Corporation.
Im gesamten Unternehmen SevKazEnergo sind mit Stand 1. August 2009 rund 2.500 Mitarbeiter beschäftigt. Der Umsatz betrug im Geschäftsjahr 2009 rund 11,2 Milliarden Tenge.
Zum Unternehmen gehören drei Tochterunternehmen:
- Severo-Kazakhstan Regional Electric Distribution Company
- Petropavlovskiye Teplovye Seti
- SevKazEnergocentre

Das Unternehmen ist zuständig für die Energieversorgung in Petropawl und im Gebiet Nordkasachstan.